# Чемпионат России по лёгкой атлетике в помещении 2012
Чемпионат России по лёгкой атлетике в помещении 2012 года прошёл 22—24 февраля в Москве в манеже ЛФК «ЦСКА». Соревнования являлись отборочными в сборную России на чемпионат мира в помещении, прошедший 9—11 марта в турецком Стамбуле. В чемпионате приняли участие около 750 спортсменов из 65 регионов России. На протяжении 3 дней было разыграно 32 комплекта медалей.
Зимой 2012 года также были проведены чемпионаты России в отдельных дисциплинах лёгкой атлетики.
- 6—8 февраля — чемпионат России по многоборьям в помещении (Москва)
- 17—18 февраля — чемпионат России по бегу на 100 км (Москва)

## Соревнования
В полуфинале женского бега на 60 метров с барьерами новый рекорд России среди юниоров (до 20 лет) установила Екатерина Блёскина — 8,18, что позволило ей выйти в решающий забег.
Не смогли выявить сильнейшего в барьерном спринте Евгений Борисов и Константин Шабанов. После просмотра фотофиниша судьи не смогли отдать предпочтение кому-нибудь из них. В результате на высшую ступень пьедестала поднялись Борисов и Шабанов, показавшие одинаковое время 7,64.
Отличные попытки в толкании ядра у мужчин показал бронзовый призёр чемпионата Европы в помещении 2011 года Максим Сидоров, отправивший снаряд на 20,98 м — личный рекорд спортсмена и один из лучших результатов в залах в истории страны.
Специалистка в беге на 200 метров Александра Федорива впервые в карьере на официальном старте бежала дистанцию вдвое длиннее и довольно неожиданно стала чемпионкой страны, опередив в финале опытнейших Юлию Гущину и Ксению Усталову и показав второй результат сезона в мире — 51,18.
Две победы за явным преимуществом на счету средневика Егора Николаева, на дистанциях 1500 и 3000 метров. Никто из соперников не смог приблизиться к его результатам, 3.40,90 и 7.53,93 соответственно.

## Медалисты

### Мужчины
| Дисциплина                        | Золото                                                                       | Золото   | Серебро                                                                                       | Серебро     | Бронза                                                                               | Бронза      |
| --------------------------------- | ---------------------------------------------------------------------------- | -------- | --------------------------------------------------------------------------------------------- | ----------- | ------------------------------------------------------------------------------------ | ----------- |
| 60 м                              | Александр Бреднев Самарская область Ульяновская область                      | 6,72     | Михаил Идрисов Татарстан Иркутская область                                                    | 6,72        | Евгений Уставщиков Ивановская область                                                | 6,74        |
| Михаил Егорычев Самарская область |                                                                              |          |                                                                                               |             |                                                                                      |             |
| 200 м                             | Роман Смирнов Москва                                                         | 21,07    | Константин Петряшов Санкт-Петербург Вологодская область                                       | 21,21       | Дмитрий Фалёв Архангельская область                                                  | 21,52       |
| 400 м                             | Павел Тренихин Свердловская область Тюменская область                        | 46,65    | Валентин Кругляков Самарская область Пензенская область                                       | 46,82       | Максим Александренко Санкт-Петербург Новосибирская область                           | 47,01       |
| 800 м                             | Иван Нестеров Свердловская область                                           | 1.48,90  | Иван Тухтачёв Иркутская область Новосибирская область                                         | 1.48,93     | Степан Поистогов Москва Свердловская область                                         | 1.49,85     |
| 1500 м                            | Егор Николаев Башкортостан                                                   | 3.40,90  | Иван Тухтачёв Иркутская область Новосибирская область                                         | 3.43,40     | Марк Толстихин Москва Костромская область                                            | 3.43,70     |
| 3000 м                            | Егор Николаев Башкортостан                                                   | 7.53,93  | Андрей Минжулин Свердловская область                                                          | 7.57,89     | Станислав Анищенко Московская область                                                | 7.58,66     |
| 5000 м                            | Андрей Сафронов Башкортостан                                                 | 13.56,91 | Евгений Рыбаков Кемеровская область                                                           | 13.57,08    | Юрий Чечун Самарская область                                                         | 13.58,07    |
| 2000 м с препятствиями            | Александр Павельев Москва Воронежская область                                | 5.25,33  | Юрий Ковалёв [a] Тверская область                                                             | 5.26,05 [a] | Дмитрий Балашов [a] Свердловская область                                             | 5.26,29 [a] |
| 60 м с барьерами                  | Евгений Борисов Московская область                                           | 7,64     | не вручалась                                                                                  |             | Игорь Перемота Челябинская область                                                   | 7,74        |
| 60 м с барьерами                  | Константин Шабанов Москва Псковская область                                  | 7,64     | не вручалась                                                                                  |             | Игорь Перемота Челябинская область                                                   | 7,74        |
| Прыжок в высоту                   | Иван Ухов Москва                                                             | 2,34 м   | Андрей Сильнов Московская область Ростовская область                                          | 2,34 м      | Алексей Дмитрик Санкт-Петербург Ленинградская область                                | 2,30 м      |
| Прыжок с шестом                   | Дмитрий Стародубцев Челябинская область                                      | 5,72 м   | Сергей Кучеряну Москва Санкт-Петербург                                                        | 5,57 м      | Антон Ивакин Волгоградская область Ставропольский край                               | 5,47 м      |
| Прыжок с шестом                   | Дмитрий Стародубцев Челябинская область                                      | 5,72 м   | Сергей Кучеряну Москва Санкт-Петербург                                                        | 5,57 м      | Игорь Павлов Москва Орловская область                                                | 5,47 м      |
| Прыжок в длину                    | Сергей Николаев Москва Калининградская область                               | 8,00 м   | Андрей Хайлов Кемеровская область                                                             | 7,94 м      | Александр Петров Брянская область Новосибирская область                              | 7,88 м      |
| Тройной прыжок                    | Люкман Адамс Москва Санкт-Петербург                                          | 17,04 м  | Игорь Спасовходский Москва                                                                    | 16,66 м     | Алексей Фёдоров Московская область Смоленская область                                | 16,66 м     |
| Толкание ядра                     | Максим Сидоров Московская область                                            | 20,98 м  | Иван Юшков Иркутская область Новосибирская область                                            | 20,61 м     | Сослан Цирихов Московская область Северная Осетия                                    | 20,19 м     |
| Эстафета 4×200 м                  | Москва · Роман Смирнов · Денис Несмашный · Дмитрий Пискунов · Павел Кириллов | 1.25,41  | Тюменская область · Павел Тренихин · Александр Сигаловский · Максим Файзулин · Семён Голубев  | 1.25,92     | Ульяновская область Антон Желтов Айрат Галиев Ильфат Садеев Евгений Штыркин          | 1.27,95     |
| Эстафета 4×800 м                  | Москва · Юрий Колдин · Артём Тихонов · Вячеслав Соколов · Степан Поистогов   | 7.23,62  | Свердловская область · Дмитрий Балашов · Сергей Усольцев · Виктор Чудиновский · Иван Нестеров | 7.23,76     | Башкортостан · Алексей Митюков · Тагир Хайруллин · Тимур Хасанов · Данил Стрельников | 7.28,58     |

a  27 сентября 2016 года Международная ассоциация легкоатлетических федераций опубликовала список спортсменов, дисквалифицированных в связи с допинговыми нарушениями. Среди них оказался российский бегун Ильдар Миншин, отстранённый от соревнований на 2 года на основании отклонений показателей крови в биологическом паспорте. Его результаты с 15 августа 2009 года были аннулированы, в том числе второе место на чемпионате России в помещении 2012 года в беге на 2000 метров с препятствиями с результатом 5.25,34.

### Женщины
| Дисциплина             | Золото                                                                                    | Золото      | Серебро                                                                                                | Серебро     | Бронза                                                                                               | Бронза       |
| ---------------------- | ----------------------------------------------------------------------------------------- | ----------- | --- | ----------- | --- | ------------ |
| 60 м                   | Екатерина Филатова Московская область                                                     | 7,29        | Юлия Кацура Краснодарский край Московская область                                                      | 7,33        | Виктория Ярушкина Москва                                                                             | 7,35         |
| 200 м                  | Екатерина Вороненкова Москва Калужская область                                            | 23,35       | Екатерина Вуколова Москва Ульяновская область                                                          | 23,64       | Анна Егорова Ставропольский край                                                                     | 23,81        |
| 400 м                  | Александра Федорива Москва                                                                | 51,18       | Юлия Гущина Московская область Ростовская область                                                      | 51,92       | Ксения Усталова Свердловская область                                                                 | 52,37        |
| 800 м                  | Елена Кофанова Москва Саха-Якутия                                                         | 2.02,46     | Юлия Тутаева [b] Свердловская область                                                                  | 2.02,57 [b] | Екатерина Купина [b] Курская область                                                                 | 2.03,04 [b]  |
| 1500 м                 | Евгения Золотова [c] Москва Приморский край                                               | 4.12,33 [c] | Елена Соболева [c] Москва Брянская область                                                             | 4.12,84 [c] | Альфия Мурясова [c] Московская область Башкортостан                                                  | 4.13,77 [c]  |
| 3000 м                 | Юлия Васильева Башкортостан                                                               | 8.53,02     | Кристина Халеева Москва Курская область                                                                | 8.57,37     | Ольга Головкина Москва Пермский край                                                                 | 8.57,52      |
| 5000 м                 | Ольга Головкина Москва Пермский край                                                      | 15.39,61    | Елена Наговицына Чувашия Удмуртия                                                                      | 15.41,11    | Олеся Шуклина [d] Свердловская область                                                               | 15.46,60 [d] |
| 2000 м с препятствиями | Елена Орлова Московская область                                                           | 6.13,98     | Наталья Аристархова Красноярский край                                                                  | 6.15,97     | Ольга Кирякова Свердловская область                                                                  | 6.18,62      |
| 60 м с барьерами       | Екатерина Галицкая Санкт-Петербург Ростовская область                                     | 8,04        | Светлана Топилина Кемеровская область Московская область                                               | 8,08        | Ольга Самылова Москва Санкт-Петербург                                                                | 8,16         |
| Прыжок в высоту        | Ирина Гордеева Санкт-Петербург                                                            | 1,96 м      | Светлана Школина Москва Смоленская область                                                             | 1,96 м      | Мария Кучина Московская область Кабардино-Балкария                                                   | 1,91 м       |
| Прыжок с шестом        | Анастасия Савченко Москва Санкт-Петербург                                                 | 4,52 м      | Александра Киряшова Санкт-Петербург                                                                    | 4,42 м      | Анжелика Сидорова Москва                                                                             | 4,32 м       |
| Прыжок с шестом        | Анастасия Савченко Москва Санкт-Петербург                                                 | 4,52 м      | Александра Киряшова Санкт-Петербург                                                                    | 4,42 м      | Людмила Ерёмина Москва Иркутская область                                                             | 4,32 м       |
| Прыжок в длину         | Елена Соколова Москва Белгородская область                                                | 6,88 м      | Дарья Клишина Москва Тверская область                                                                  | 6,83 м      | Оксана Жуковская [e] Вологодская область                                                             | 6,56 м [e]   |
| Тройной прыжок         | Анна Крылова Санкт-Петербург Татарстан                                                    | 14,31 м     | Виктория Валюкевич Москва Краснодарский край                                                           | 14,29 м     | Екатерина Конева Хабаровский край                                                                    | 14,24 м      |
| Толкание ядра          | Евгения Колодко Москва Саха-Якутия                                                        | 19,46 м     | Ирина Тарасова Москва Ростовская область                                                               | 18,69 м     | Анна Авдеева Мордовия Самарская область                                                              | 18,32 м      |
| Эстафета 4×200 м       | Санкт-Петербург · Светлана Поспелова · Ирина Удавкова · Светлана Гоголева · Ольга Белкина | 1.34,95     | Москва · Людмила Мочалина · Екатерина Вуколова · Анна Назарова · Екатерина Вороненкова                 | 1.35,19     | Свердловская область · Марина Туктамышева · Елена Миронова · Екатерина Шестакова · Татьяна Вешкурова | 1.36,04      |
| Эстафета 4×800 м       | Москва · Ольга Солдатова · Анна Лучкина · Алёна Глазкова · Елена Кофанова                 | 8.15,57     | Свердловская область · Анастасия Григорьева · Светлана Черкасова · Екатерина Поистогова · Юлия Тутаева | 8.17,65     | Московская область [c] · Татьяна Мурашова · Александра Павлютенкова · Елена Бодрова · Оксана Дёмина  | 8.42,57 [c]  |

b  15 февраля 2013 года стало известно, что Антидопинговая комиссия Всероссийской федерации лёгкой атлетики дисквалифицировала на 2 года бегунью на 800 метров Юлию Русанову на основании отклонений показаний крови в её биологическом паспорте. В соответствии с правилами ИААФ все результаты спортсменки после 3 марта 2011 года были аннулированы, в том числе 2-е место на чемпионате России в помещении — 2012 в беге на 800 м с результатом 2.02,56. Кроме того, признан недействительным и результат женской сборной команды Курской области в эстафете 4×800 метров (Кристина Халеева, Елена Петрова, Екатерина Купина, Юлия Русанова) — 3-е место, 8.27,32.

c  30 апреля 2013 года Всероссийская федерация лёгкой атлетики сообщила о дисквалификации бегуньи Елены Аржаковой на основании обнаруженных абнормальных показателей гематологического профиля её биологического паспорта. Спортсменка решением Антидопинговой комиссии Всероссийской федерации лёгкой атлетики дисквалифицирована на 2 года, а её результаты после 12 июля 2011 года аннулированы, включая «золото» на чемпионате России в помещении — 2012 в беге на 1500 метров с результатом 4.09,43.

d  5 ноября 2015 года стало известно о дисквалификации российской бегуньи на длинные дистанции Марии Коноваловой. По результатам анализа показателей крови в её биологическом паспорте был сделан вывод о применении допинга. Спортсменка была отстранена от соревнований до 26 октября 2017 года, а её результаты после 14 августа 2009 года аннулированы, в том числе третье место на чемпионате России в помещении 2012 года в беге на 5000 метров с результатом 15.43,60.

e  29 ноября 2016 года Спортивный арбитражный суд в Лозанне принял решение о дисквалификации российской многоборки Татьяны Черновой. На основании показателей её биологического паспорта был сделан вывод о применении допинга. Спортсменка была отстранена от соревнований на три года и восемь месяцев, а её результаты с 15 августа 2011 года — аннулированы, в том числе третье место на чемпионате России в помещении — 2012 в прыжке в длину с результатом 6,57 м.

## Чемпионат России по многоборьям
Чемпионы страны в мужском семиборье и женском пятиборье определились 6—8 февраля 2012 года в Москве в манеже имени братьев Знаменских. Лучший результат сезона в мире и восьмой за всю историю соревнований в пятиборье показала в соревнованиях женщин Екатерина Большова — 4896 очков. Победу среди мужчин с третьим результатом сезона в мире одержал Артём Лукьяненко, превысивший свой прежний личный рекорд в семиборье более, чем на 500 очков.

### Мужчины
| Дисциплина | Золото                              | Золото    | Серебро                                  | Серебро   | Бронза                                                 | Бронза     |
| ---------- | ----------------------------------- | --------- | ---------------------------------------- | --------- | ------------------------------------------------------ | ---------- |
| Семиборье  | Артём Лукьяненко Ростовская область | 6071 очко | Василий Харламов Москва Брянская область | 6043 очка | Илья Шкуренёв Краснодарский край Волгоградская область | 5911 очков |

### Женщины
| Дисциплина | Золото                                                   | Золото     | Серебро                               | Серебро   | Бронза                                      | Бронза     |
| ---------- | -------------------------------------------------------- | ---------- | ------------------------------------- | --------- | ------------------------------------------- | ---------- |
| Пятиборье  | Екатерина Большова Санкт-Петербург Ленинградская область | 4896 очков | Ольга Курбан Москва Иркутская область | 4792 очка | Кристина Савицкая Красноярский край Чувашия | 4590 очков |

## Чемпионат России по бегу на 100 км
Чемпионат России по бегу на 100 километров прошёл 17—18 февраля в Москве в легкоатлетическом манеже спорткомплекса «Крылатское». Соревнования прошли в рамках XII сверхмарафона «Ночь Москвы» — Кубка Пассаторе по 6-часовому бегу. В соответствии с регламентом дистанцию 100 км могли закончить только те участники, кто после 6 часов бега преодолел более 70 км среди мужчин и более 65 км среди женщин. 23-летний Всеволод Худяков во второй раз в карьере выиграл чемпионат России по бегу на 100 км.

### Мужчины
| Дисциплина | Золото                            | Золото  | Серебро                      | Серебро | Бронза                    | Бронза  |
| ---------- | --------------------------------- | ------- | ---------------------------- | ------- | ------------------------- | ------- |
| 100 км     | Всеволод Худяков Хабаровский край | 7:05.03 | Азат Ахметдинов Башкортостан | 7:15.13 | Владимир Бурзак Татарстан | 7:18.34 |

### Женщины
| Дисциплина | Золото                            | Золото  | Серебро          | Серебро | Бронза           | Бронза |
| ---------- | --------------------------------- | ------- | ---------------- | ------- | ---------------- | ------ |
| 100 км     | Татьяна Москалёва Курская область | 9:08.57 | не вручалась [f] |         | не вручалась [f] |        |

f  В женском забеге до финиша добралась только Татьяна Москалёва.

## Состав сборной России для участия в чемпионате мира
По итогам чемпионата и с учётом выполнения необходимых нормативов, в состав сборной для участия в чемпионате мира в помещении в турецком Стамбуле вошли 43 атлета:
Мужчины
400 м: Валентин Кругляков, Максим Александренко.

Эстафета 4х400 м: Валентин Кругляков, Максим Александренко, Сергей Петухов, Владислав Фролов, Семён Голубев.

1500 м: Егор Николаев.

60 м с барьерами: Евгений Борисов, Константин Шабанов.

Прыжок в высоту: Иван Ухов, Андрей Сильнов.

Прыжок с шестом: Дмитрий Стародубцев.

Прыжок в длину: Александр Меньков — имел освобождение от отбора.

Тройной прыжок: Люкман Адамс.

Толкание ядра: Максим Сидоров, Иван Юшков.

Семиборье: Артём Лукьяненко, Илья Шкуренёв — оба получили специальное приглашение ИААФ на основании высоких результатов в зимнем сезоне 2012 года.
Женщины
60 м: Екатерина Филатова.

400 м: Александра Федорива, Ирина Давыдова.

Эстафета 4х400 м: Александра Федорива, Юлия Гущина, Ксения Усталова, Марина Карнаущенко, Светлана Поспелова, Ирина Давыдова.

800 м: Елена Кофанова, Юлия Русанова.

1500 м: Елена Аржакова.

3000 м: Юлия Васильева, Кристина Халеева.

60 м с барьерами: Екатерина Галицкая, Светлана Топилина.

Прыжок в высоту: Анна Чичерова — имела освобождение от отбора, Ирина Гордеева.

Прыжок с шестом: Елена Исинбаева — имела освобождение от отбора, Анастасия Савченко.

Прыжок в длину: Елена Соколова, Дарья Клишина.

Тройной прыжок: Анна Крылова, Виктория Валюкевич.

Толкание ядра: Евгения Колодко, Ирина Тарасова.

Пятиборье: Татьяна Чернова — отобралась по результатам летнего сезона 2011 года, Екатерина Большова.